# Ивайло Петев
Ивайло Богданов Петев е български футболист, опорен халф и футболен треньор. Роден е на 9 юли 1975 г. в Ловеч.

## Състезателна кариера
Петев има значителен стаж като футболист в А група, а в кариерата си е играл за отборите на Литекс Ловеч, Олимпик Тетевен, Спартак Варна, Черно море, Родопа Смолян, Дунав Русе, Марек Дупница, гръцкия Трикала, Любимец, на който е и играещ треньор. През лятото на 2009 г. поради вмешателство на президента на клуба в работата му напуска и подписва с Етър Велико Търново за една година. Това е последният отбор, за който играе. През лятото на 2010 г. прекратява активната си състезателна кариера заради хронична травма на лявото коляно.
С Литекс печели две титли на България и една купа. За тях записва 10 мача в евротурнирите. Избран е в „Идеалния отбор на Литекс за десетилетието“. За младежкия национален отбор на България има 10 мача и 1 гол, а за мъжете записва 3 срещи по времето на Стойчо Младенов. През 2008 г. ветерана попада на 16-о място в анкетата за Футболист на годината с еднакъв брой точки с Кирил Котев и Валери Домовчийски.

## Треньорска кариера
От 30 юни 2010 г. до 21 юли 2013 г. е старши треньор на Лудогорец Разград. В края на 2010 г. Петев изкарва едноседмичен стаж в испанския Еспаньол.
На 8 октомври 2013 година става жертва на инцидент при встъпването му в длъжност като треньор на Левски. При назначаването му за треньор по време на пресконференцията, фланелката му бива съблечена от фенове на отбора и той бива изгонен от конферентната зала.
На 25 октомври 2013 година поема кипърския АЕЛ Лимасол.
От 1 януари 2015 г. е старши треньор на националния отбор по футбол на България.
На 30 декември 2019 г. официално е представен като старши треньор на полския клуб Ягельоня, като контрактът му е до юни 2021 година.
На 21 януари 2021 г. е обявен за старши треньор на националният отбор на Босна и Херцеговина.
На 7 март 2023 г. отново се завръща в Лудогорец на поста старши треньор. На 6 октомври 2023 г. подава оставка, като треньор на ПФК Лудогорец (Разград) след срамната загуба от 7:1 срещу ФК Норшелан в груповата фаза на Лига на конференциите. Официално напуска поста старши треньор на ПФК Лудогорец (Разград) на 23 октомври 2023 г.

## Успехи

### Като състезател
Литекс Ловеч
- Шампион на България (2): 1997/98, 1998/99
- Носител на Купата на България (1): 2001
- Финалист за Купата на България (1): 1999

### Като треньор
- Лудогорец Разград
- Шампион на България (2): 2011/12, 2012/13, 2022/2023
- Носител на Купата на България (1): 2012. 2022/2023
- Носител на Суперкупата на България (1): 2012
- Финалист на Суперкупата на България - 2013